# 克雷德拉鲁比亚诺
克雷德拉鲁比亚诺（義大利語：Credera Rubbiano），是意大利克雷莫纳省的一个市镇。总面积14平方公里，人口1641人，人口密度117.2人/平方公里（2009年）。国家统计（ISTAT）代码为019034。